# Массали
Массали — деревня в Верховском районе Орловской области. Входит в состав Галичинского сельского поселения. Население — 12 чел. (2010).

## География
Массали находится в северо-восточной части области на Среднерусской возвышенности.
Часовой пояс
деревня Массали, как и вся Орловская область, находится в часовой зоне МСК (московское время). Смещение применяемого времени относительно UTC составляет +3:00.

## Население
| 2010 |
| ---- |
| 12   |

Национальный состав
Согласно результатам переписи 2002 года, в национальной структуре населения русские составляли 82 % от общей численности населения в 50 жителей.